# Strongylopus springbokensis
Strongylopus springbokensis é uma espécie de anfíbio da família Pyxicephalidae.
Pode ser encontrada nos seguintes países: África do Sul e possivelmente em Namíbia.
Os seus habitats naturais são: matagal árido tropical ou subtropical, matagais mediterrânicos, rios, marismas de água doce e marismas intermitentes de água doce.
Está ameaçada por perda de habitat.